# Michael Landgraf (Archivar)
Michael Landgraf (* 1801 in Bamberg; † 1846 (oder 1837)) war ein deutscher Archivar und Zeichner.

## Veröffentlichungen
- Das Jungfrauenkloster Sankta Clara der strengen Regel zu Bamberg. Selbstverl., Bamberg 1838.
- Der Dom zu Bamberg mit seinen Denkmälern, Inschriften, Wappen und Gemälden – nebst der Reihenfolge der Fürstbischöfe von 1007–1805. Lachmüller, Bamberg 1836.
- Das Kloster Michaelsberg, Benedictiner-Ordens, und das Elisabethen-Katharinenspital zu Bamberg. Selbstverlag, Bamberg 1837.
- Chronologisch-genealogische Tabelle aller Römisch-deutschen Könige und Kaiser. Bamberg, ca. 1840.